# Polymastia invaginata
Polymastia invaginata är en svampdjursart som beskrevs av James Barrie Kirkpatrick 1907. Polymastia invaginata ingår i släktet Polymastia och familjen Polymastiidae. Utöver nominatformen finns också underarten P. i. gaussi.